# Мелетий (Камилудис)
Митрополи́т Меле́тий Григориа́тис (греч. Μητροπολίτης Μελέτιος Γρηγοριάτης, фамилия при рождении Камилу́дис, греч. Καμηλούδης; род. 1948, Мега Монастири, ном Ларисса, Греция) — епископ Александрийской православной церкви, митрополит Катангский.

## Биография
Обучался в высшей церковной школе в Ламии а затем на богословском факультете Афинского университета.
В 1972 году пострижен в монашество. В 1974 году становится насельником монастыря Григориат на Афоне.
В 1974 году был рукоположён в сан диакона, а в 1976 — в сан иерея.
В 1989 году отправился в Колвези в Демократической Республике Конго для миссионерского служения.
1 ноября 2006 года решением Священного Синода был избран епископом новой Колвезской епархии.
25 ноября того же года в Патриаршем соборе Саввы Освященного в Александрии был рукоположён в сан епископа Колвезского. Хитротонию совершили: Папа и Патриарх Александрийский Феодор II, митрополит Сервийский и Козанский Павел (Папалексиу) (Элладская православная церковь), митрополит Иринопольский Димитрий (Захаренгас), митрополит Аркалохорский Андрей (Нанакис) (Константинопольская православная церковь), епископ Мареотидский Гавриил (Рафтопулос), епископ Канопский Спиридон (Милиотис).
9 октября 2009 года управляемая им епархия была переименована в Катангскую.
26 ноября 2014 года в связи с тем, что Катангская епархия была возведена в ранг митрополии, стал митрополитом.